# Rivolta cretese (1878)
La rivolta cretese del 1878 fu un'insurrezione del popolo cretese contro il dominio ottomano sull'isola. Questa insurrezione fa parte di un più ampio movimento per l'indipendenza dall'Impero ottomano, da cui Creta faceva parte dalla metà del XVII secolo.

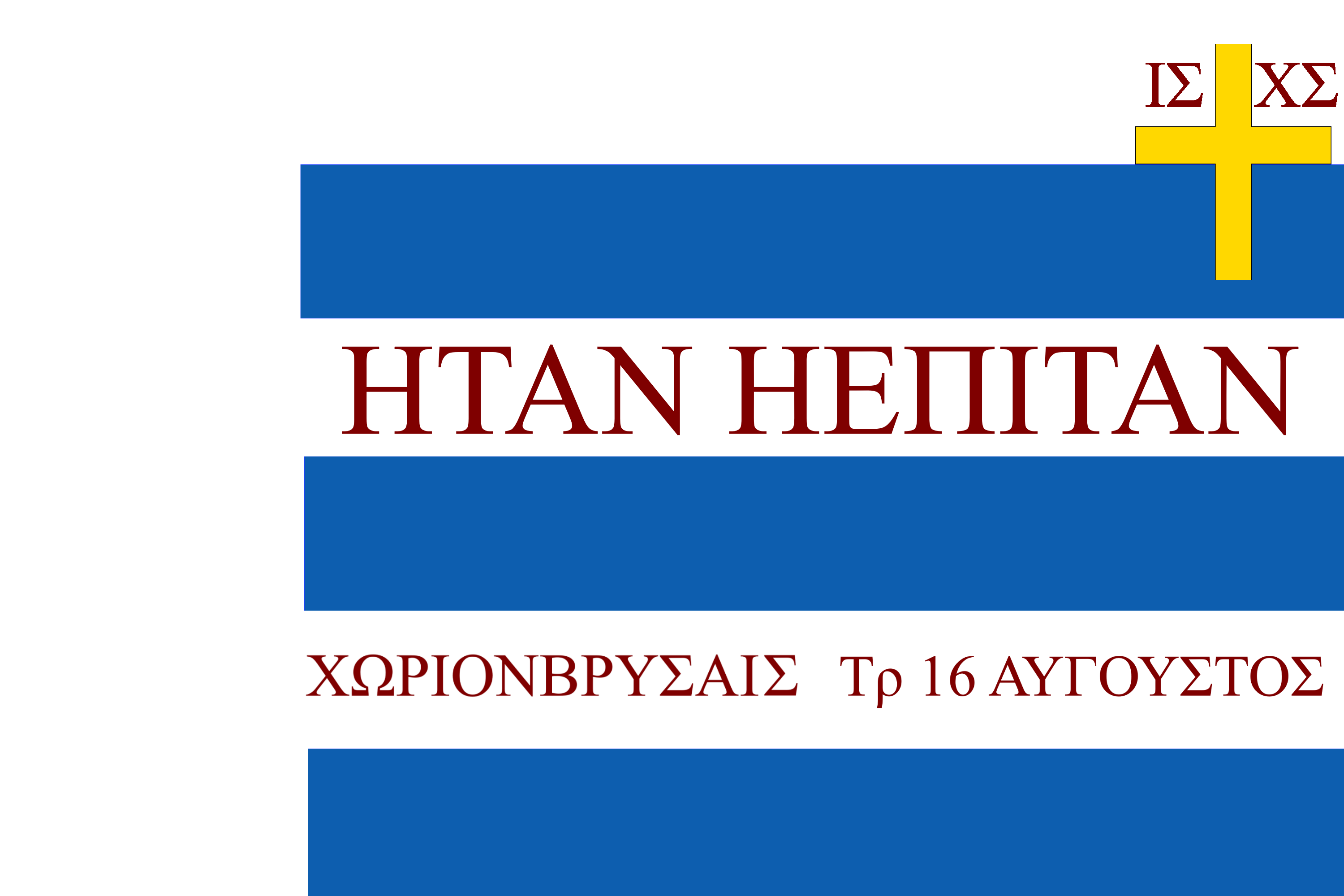
Una bandiera identificata come utilizzata in una rivolta a Creta guidata da Nicholas Andreakis.

Il Patto di Halepa pose fine al conflitto e riconobbe un certo numero di concessioni al popolo cretese.

## Contesto
A partire dal 1645, la conquista di Creta da parte dell'Impero ottomano fu completata nel 1669 con la fine dell'Assedio di Candia. Il periodo ottomano della storia dell'isola fu intervallato dalle insurrezioni. Nel 1821, la Grecia si ribellò contro il dominio ottomano e Creta partecipò alla rivoluzione greca . Ma nel 1830, alla fine della guerra, Creta non faceva parte del nuovo Stato greco. L'isola passò sotto l'autorità di Muhammad Ali d'Egitto, per i servizi resi all'Impero ottomano durante la rivoluzione greca nel Peloponneso. Questa parentesi egiziana durò non più di dieci anni e nel 1840 Creta tornò all'autorità del Sultano. Nonostante un nuovo tentativo di insurrezione del popolo cretese, Creta conobbe un periodo di relativa pace fino al 1866.
Il 30 marzo 1856 il Trattato di Parigi obbligava il sultano ad applicare l'hatt-ı hümayun, vale a dire l'uguaglianza civile e religiosa tra cristiani e musulmani. Le autorità ottomane a Creta erano riluttanti a realizzare queste riforme. Dopo le numerose conversioni di musulmani (perlopiù vecchi cristiani che si erano convertiti all'Islam e quindi ricaduti), l'Impero tentò di tornare alla libertà di coscienza.
Nei quattro decenni successivi (fino all'indipendenza nel 1898), le rivolte seguono semplicemente il percorso aperto dall'hatt-ı hümayun.
La rivolta cretese del 1866-1869 determinò alcuni progressi per il popolo cretese. L'11 novembre 1867, Ali propose un nuovo progetto amministrativo, la "Legge organica", con un certo numero di privilegi, in particolare una rappresentanza limitata dell'elemento cretese nell'amministrazione dell'isola, agevolazioni fiscali, l'istituzione di una banca e la piena equivalenza di due lingue, greco e turco.
Gli eventi internazionali che destabilizzarono i Balcani (rivolte della Bosnia-Erzegovina nel 1875 e della Bulgaria nel 1876, intervento di Serbia e Montenegro a fianco dei ribelli) vennero ad aggiungersi all'atmosfera del periodo. Questi movimenti incoraggiarono la comunità cristiana di Creta a chiedere riforme. La maggioranza dei rappresentanti cristiani dell'assemblea non proveniva dalle campagne, e i medici e gli avvocati erano spesso dell'Università di Atene. L'assemblea cretese inoltrò al Sultano, il 22 maggio 1876, una serie di richieste. Il 2 agosto la Porta manifestò pubblicamente il suo diniego di acconsentire a tutte le richieste, dalla fondazione di una banca, all'istituzione di una scuola pubblica obbligatoria e al diritto di pubblicare giornali.
Un'altra causa della rivolta del 1878 fu lo scoppio della guerra russo-turca nel 1877. L'inizio della guerra della Russia contro l'Impero ottomano fu visto come un'opportunità per il popolo cretese di ribellarsi.

## Rivolta del 1878
Nonostante le concessioni accordate nell'agosto 1876, la rabbia crebbe tra la popolazione. Le prime bande armate cominciarono a riunirsi nelle montagne. L'amministrazione ottomana cercò di porre fine a questo movimento di protesta alla radice arrestando il deputato di Chania, una delle figure emblematiche della comunità cristiana. Questo evento fu la causa della prima manifestazione della storia di Creta, di fronte alla residenza del governatore dell'isola.
Nel luglio 1877 fu eletto un comitato di 44 membri nell'ovest dell'isola per trattare la questione cretese. Tre comitati rivoluzionari furono organizzati a Vamos, Chania e Rethymno e furono riforniti di armi da Atene. Ad agosto, a Chania fu eletto un comitato post-rivoluzionario. I rappresentanti di tutti questi comitati si riunirono a Fres con l'obiettivo di eleggere un Praesidium.
Con lo scoppio del conflitto contro l'Impero ottomano, la Grecia scelse di accentuare il suo sostegno a Creta. Charilaos Trikoupis, allora ministro degli esteri nel governo di Koumoundouros, annunciò il 27 dicembre il sostegno della Grecia in caso di rivolta.
Quello fu il momento in cui i capi della guerra cretese in esilio scelsero di tornare sull'isola. Tra questi troviamo Hatzimichalis Giannaris, eroe della rivolta cretese del 1866-1869, poi esiliato in Russia, seguito dai capi dei clan dell'ovest di Creta. L'assemblea rivoluzionaria pancretese si riunì a Fres nel gennaio 1878.
L'Impero ottomano, coinvolto nel suo conflitto contro la Russia, non poté intervenire in modo significativo a Creta e preferì seguire il consiglio della Gran Bretagna inviando due emissari nell'isola per negoziare con gli insorti. Questi emissari erano Kostis Adosidis Pasha, vecchio governatore della provincia di Lasithi, e il turco cretese Selim Efendi. Ioannis Tsouderos era incaricato di rispondere a questi emissari, una risposta che doveva includere due requisiti: la dichiarazione di autonomia di Creta che avrebbe reso un tributo al Sultano e l'elezione di un governatore di Creta di denominazione cristiana e la cui elezione sarebbet stata controllata dalle Grandi Potenze. Gli emissari chiesero un ritardo di dieci giorni per ottenere una risposta dal Sultano che tuttavia arrivò alla scadenza senza alcuna risposta.
Così la rivolta aumentò, dapprima nell'ovest di Creta a metà gennaio, poi nel resto dell'isola. Come nelle precedenti rivolte, i turchi abbandonarono le campagne per difendere le città fortificate. A metà marzo, i ribelli controllavano il resto dell'isola, ad eccezione delle roccaforti di Ierapetra, Spinalonga, Heraklion, Rethymno, Izzedin, Chania, Kissamos e Gramvousa che non potevano essere prese senza l'artiglieria pesante.
La sconfitta dell'Impero ottomano da parte della Russia ebbe importanti conseguenze per Creta. Nel luglio 1878 i consoli delle grandi potenze insistettero per stabilire un cessate il fuoco, promettendo che il caso di Creta sarebbe stato discusso al Congresso di Berlino. L'assemblea cretese decise di inviare due rappresentanti a Berlino, cosa che la Grecia voleva evitare, sospettando che i cretesi avrebbero preferito negoziare l'autonomia piuttosto che l'unione con la Grecia.
Infine, le grandi potenze non imposero altro che il ritorno alle concessioni del 1866. Insoddisfatti, i cretesi mantennero la lotta armata ma le difficoltà di rifornirsi, in particolare di cibo, crearono conflitti tra i capi dei clan cretesi.

## Patto di Halepa
L'Impero ottomano, soddisfatto di sapere che l'idea dell'unione (enosis) di Creta con la Grecia era stata respinta dalle Potenze europee, accettò di fare concessioni nei confronti della popolazione cretese. Nell'ottobre 1878, il Patto di Halepa pose fine all'insurrezione. Questo trattato prese il nome del contemporaneo distretto di Halepa, a Chania.
Il Patto di Halepa trasformò Creta in una provincia semi-autonoma con privilegi specifici. Ratificato da un firmano del Sultano il 9 novembre 1878, le principali misure del trattato furono:
- L'elezione di un cristiano a governatore generale dell'isola per una durata di 5 anni, rinnovabile
- La nomina di un consigliere accanto al governatore di denominazione diversa dal governatore
- L'elezione di un'assemblea parlamentare di 80 membri (49 cristiani, 31 musulmani)
- La creazione di una gendarmeria cretese
- La ricognizione del greco come lingua ufficiale nei tribunali e nelle assemblee
- La garanzia di un'amnistia generale
- Un'esenzione fiscale temporanea
- L'autorizzazione al mantenimento dell'associazione, alla creazione di circoli letterari e alla pubblicazione di giornali[8]

La costituzione accordata dal Patto di Halepa non poteva, in base alla legge, essere modificata dalla costituzione ottomana. Il primo governatore fu Alexander Karatheodori Pasha.